# My Little Pony - Ogni giorno un nuovo amico
My Little Pony - Ogni giorno un nuovo amico (My Little Pony - Friends are never far away!) è un film d'animazione statunitense del 2005 destinato direttamente al mercato home video. Questo film è il seguito di My Little Pony - Danzando fra le nuvole. In Italia è stato trasmesso su Cartoonito il 4 ottobre 2014.

## Trama
Gelsomina e Polvere di Stelle decidono di organizzare una festa allo scopo di creare nuove amicizie tra i pony e i pegaso. L'impresa non è semplice poiché i pegaso sono molto timidi e dopo aver sbirciato Ponilandia se ne ritornano a casa. I pony decidono di recarsi sull'isola delle farfalle e grazie ad una canzone e al gelato riescono a fare amicizia con i pegaso.

## Personaggi
| Nome originale  | Nome italiano     | Caratteristiche |
| --------------- | ----------------- | --- |
| Sky Wishes      | Gelsomina         | Pony dal manto rosa. Criniera e coda ciclamino e viola. Come simbolo ha un aquilone e una farfalla. Pensa sempre a cosa potrebbe desiderare.                          |
| Rainbow Dash    | Colorella         | Pony dal manto azzurro. Criniera e coda color arcobaleno. Come simbolo ha due nuvole bianche unite da un arcobaleno. Le piace fare le cose in grande.                 |
| Pinkie Pie      | Nastrina          | Pony dal manto rosa. Criniera e coda rosa pallido. Come simbolo ha tre palloncini. Le piace giocare.                                                                  |
| Twinkle Twirl   | Martina Ballerina | Pony dal manto viola. Criniera e coda arancioni rosa e ciclamino. Come simbolo ha delle stelle di cui una grande al centro. Le piace ballare.                         |
| Apple Spice     | Galà              | Pony dal manto giallo. Criniera e coda rosa e viola. Come simbolo ha una mela e due fiori.                                                                            |
| Bowtie          | Lisa              | Pony dal manto bianco. Criniera e coda verdi rosa e viola. Come simbolo ha tre fiocchi a forma di papillon.                                                           |
| Sweetberry      | Golosina          | Pony dal manto ciclamino. Criniera e coda bianchi viola e verdi. Come simbolo ha una foglia verde a cui sono attaccati un fiore e una fragola. Le piace fare i dolci. |
| Cotton Candy    | Morbidella        | Pony dal manto rosa. Criniera e coda bianchi e celesti. Come simbolo ha un cono gelato. Proprietaria del bar di PonyVille. Le piace chiacchierare.                    |
| Triple Treat    | Teresina          | Pony dal manto viola. Criniera e coda gialli rosa e ciclamino. Come simbolo ha un lecca lecca un gelato e un biscotto.                                                |
| Wysteria        | Fiorellina        | Pony dal manto viola. Criniera e coda bianchi rosa e viola. Come simbolo ha dei fiori rosa. Ama coltivare diversi tipi di fiori.                                      |
| Sparkleworks    | Brillina          | Pony dal manto arancione. Criniera e coda rosa. Come simbolo ha dei fuochi d'artificio. Le piace le cose che brillano.                                                |
| Star Catcher    | Polvere di Stelle | Pegaso dal manto bianco. Criniera e coda bianchi azzurri e rosa. Come simbolo ha un cuore rosa. Può parlare con le farfalle.                                          |
| Thistle Whistle | Fischiarella      | Pegaso dal manto turchese. Criniera e coda gialli e rosa. Come simbolo ha dei fiori.                                                                                  |
| Coconut Grove   | Noce di Cocco     | Pegaso dal manto rosa. Criniera e coda verdi e viola. Come simbolo ha due metà di un cocco.                                                                           |
| Island Delight  | Pistillina        | Pegaso dal manto viola. Criniera e coda azzurri. Come simbolo ha una conchiglia di san giacomo con un cuore al centro.                                                |
| Honolu-Loo      | Honolulu          | Pegaso dal manto bianco. Criniera e coda arancioni gialli e ciclamino. Come simbolo ha una farfalla e due fiori.                                                      |

## Colonna sonora
- Make a New Friend Everyday - Saffron Henderson, Janyse Jaud

Nella versione italiana la canzone è stata tradotta e viene cantata dalle doppiatrici di Gelsomina e Nastrina.